# Phytomyza lycopi
Phytomyza lycopi är en tvåvingeart som beskrevs av Nowakowski 1959. Phytomyza lycopi ingår i släktet Phytomyza och familjen minerarflugor.
Artens utbredningsområde är Polen. Arten har ej påträffats i Sverige. Inga underarter finns listade i Catalogue of Life.